# Lista över municipalsamhällen i Sverige
Lista över municipalsamhällen i Sverige från 1863 och fram till 1 januari 1971.

## Lista
| Municipalsamhälle                                                              | Inrättat i landskommun         | Län                     | Tid från                    | Tid till         | Reserv- kolumn | Kommun vid upplösning                       | Nutida kommun                                   |
| ------------------------------------------------------------------------------ | ------------------------------ | ----------------------- | --------------------------- | ---------------- | -------------- | ------------------------------------------- | ----------------------------------------------- |
| Alby municipalsamhälle                                                         | Borgsjö                        | Västernorrlands län     | 2 december 1904             | 31 december 1956 |                | Borgsjö landskommun                         | Ånge kommun                                     |
| Almby municipalsamhälle                                                        | Almby                          | Örebro län              | 29 oktober 1926             | 31 december 1942 |                | Örebro stad                                 | Örebro kommun                                   |
| Alvesta municipalsamhälle                                                      | Aringsås                       | Kronobergs län          | 15 april 1898               | 31 december 1944 |                | Alvesta köping                              | Alvesta kommun                                  |
| Anderslövs municipalsamhälle                                                   | Anderslöv                      | Malmöhus län            | 7 oktober 1921              | 31 december 1954 |                | Anderslövs landskommun                      | Trelleborgs kommun                              |
| Anderstorps municipalsamhälle                                                  | Anderstorp                     | Jönköpings län          | 4 juni 1943                 | 31 december 1952 |                | Anderstorps köping                          | Gislaveds kommun                                |
| Aneby municipalsamhälle                                                        | Bredestad Bälaryd              | Jönköpings län          | 24 november 1923            | 31 december 1966 |                | Aneby landskommun                           | Aneby kommun                                    |
| Arbrå municipalsamhälle                                                        | Arbrå                          | Gävleborgs län          | 13 september 1907           | 31 december 1961 |                | Arbrå landskommun                           | Bollnäs kommun                                  |
| Arilds municipalsamhälle                                                       | Brunnby                        | Malmöhus län            | 3 september 1915            | 31 december 1965 |                | Brunnby landskommun                         | Höganäs kommun                                  |
| Arlövs municipalsamhälle                                                       | Burlöv                         | Malmöhus län            | 17 mars 1899                | 31 december 1958 |                | Burlövs landskommun                         | Burlövs kommun                                  |
| Arvidsjaurs municipalsamhälle                                                  | Arvidsjaur                     | Norrbottens län         | 25 oktober 1895             | 31 december 1962 |                | Arvidsjaurs landskommun                     | Arvidsjaurs kommun                              |
| Asperö municipalsamhälle                                                       | Styrsö                         | Göteborgs och Bohus län | 3 september 1915            | 31 december 1959 |                | Styrsö landskommun                          | Göteborgs kommun                                |
| Avesta municipalsamhälle                                                       | Avesta                         | Kopparbergs län         | 28 juni 1889                | 31 december 1906 |                | Avesta köping                               | Avesta kommun                                   |
| Axvalls municipalsamhälle                                                      | Norra Ving                     | Skaraborgs län          | 24 februari 1899            | 31 december 1960 |                | Valle landskommun                           | Skara kommun                                    |
| Backens municipalsamhälle                                                      | Umeå                           | Västerbottens län       | 16 maj 1941                 | 31 december 1958 |                | Umeå landskommun                            | Umeå kommun                                     |
| Baskemölla municipalsamhälle                                                   | Gladsax                        | Kristianstads län       | 17 maj 1889                 | 31 december 1951 |                | Simrishamns stad                            | Simrishamns kommun                              |
| Bastuträsks municipalsamhälle                                                  | Norsjö                         | Västerbottens län       | 30 oktober 1936             | 31 december 1952 |                | Norsjö landskommun                          | Norsjö kommun                                   |
| Bergkvara municipalsamhälle                                                    | Söderåkra                      | Kalmar län              | 7 oktober 1921              | 31 december 1955 |                | Söderåkra landskommun                       | Torsås kommun, var tidigt en lydköping          |
| Bjurholms municipalsamhälle                                                    | Bjurholm                       | Västerbottens län       | 30 juni 1934                | 31 december 1962 |                | Bjurholms landskommun                       | Bjurholms kommun                                |
| Bjuvs municipalsamhälle                                                        | Bjuv                           | Malmöhus län            | 25 september 1891           | 31 december 1945 |                | Bjuvs köping                                | Bjuvs kommun                                    |
| Bjärnums municipalsamhälle                                                     | Norra Åkarp                    | Kristianstads län       | 16 augusti 1918             | 31 december 1958 |                | Bjärnums landskommun                        | Hässleholms kommun                              |
| Björkhamre municipalsamhälle                                                   | Bollnäs                        | Gävleborgs län          | 23 mars 1919                | 31 december 1922 |                | Björkhamre köping                           | Bollnäs kommun                                  |
| Björneborgs municipalsamhälle                                                  | Visnum                         | Värmlands län           | 24 september 1948           | 31 december 1954 |                | Visnums landskommun                         | Kristinehamns kommun                            |
| Björneröd och Krokens municipalsamhälle                                        | Skee                           | Göteborgs och Bohus län | 8 augusti 1902              | 31 december 1958 |                | Vette landskommun                           | Strömstads kommun                               |
| Blekets municipalsamhälle                                                      | Stenkyrka                      | Göteborgs och Bohus län | 18 mars 1910                | 31 december 1959 |                | Tjörns landskommun                          | Tjörns kommun                                   |
| Bodens municipalsamhälle                                                       | Överluleå                      | Norrbottens län         | 28 februari 1896            | 31 december 1918 |                | Bodens stad                                 | Bodens kommun                                   |
| Bollnäs municipalsamhälle                                                      | Bollnäs                        | Gävleborgs län          | 6 juli 1888                 | 31 december 1905 |                | Bollnäs köping                              | Bollnäs kommun                                  |
| Borensbergs municipalsamhälle                                                  | Brunneby Kristberg             | Östergötlands län       | 24 oktober 1919             | 31 december 1949 |                | Brunneby landskommun Kristbergs landskommun | Motala kommun                                   |
| Borgs villastads municipalsamhälle                                             | Borg                           | Östergötlands län       | 16 mars 1900                | 31 december 1935 |                | Norrköpings stad                            | Norrköpings kommun                              |
| Borlänge municipalsamhälle                                                     | Stora Tuna                     | Kopparbergs län         | 29 maj 1891                 | 31 december 1897 |                | Borlänge köping                             | Borlänge kommun                                 |
| Borrby municipalsamhälle                                                       | Borrby                         | Kristianstads län       | 30 juni 1934                | 31 december 1957 |                | Borrby landskommun                          | Simrishamns kommun                              |
| Bovallstrands municipalsamhälle                                                | Tossene                        | Göteborgs och Bohus län | 27 november 1903            | 31 december 1959 |                | Tossene landskommun                         | Sotenäs kommun                                  |
| Boxholms municipalsamhälle                                                     | Ekeby Åsbo                     | Östergötlands län       | 5 augusti 1904              | 31 december 1946 |                | Boxholms köping                             | Boxholms kommun                                 |
| Branteviks municipalsamhälle                                                   | Östra Nöbbelöv Simris          | Kristianstads län       | 19 oktober 1894             | 31 december 1951 |                | Simrishamns stad                            | Simrishamns kommun                              |
| Bredbyns municipalsamhälle                                                     | Anundsjö                       | Västernorrlands län     | 10 juni 1932                | 31 december 1952 |                | Anundsjö landskommun                        | Örnsköldsviks kommun                            |
| Broby municipalsamhälle                                                        | Östra Broby                    | Kristianstads län       | 27 januari 1911             | 31 december 1958 |                | Broby landskommun                           | Östra Göinge kommun                             |
| Bromstens municipalsamhälle                                                    | Spånga                         | Stockholms län          | 10 juni 1904                | 31 december 1948 |                | Stockholms stad                             | Stockholms kommun                               |
| Brålanda municipalsamhälle                                                     | Brålanda                       | Älvsborgs län           | 23 maj 1935                 | 31 december 1956 |                | Brålanda landskommun                        | Vänersborgs kommun                              |
| Bräcke municipalsamhälle                                                       | Bräcke                         | Jämtlands län           | 27 mars 1907                | 31 december 1955 |                | Bräcke landskommun                          | Bräcke kommun                                   |
| Brännö municipalsamhälle                                                       | Styrsö                         | Göteborgs och Bohus län | 1 december 1911             | 31 december 1922 |                | Styrsö landskommun                          | Göteborgs kommun                                |
| Bureå municipalsamhälle                                                        | Bureå                          | Västerbottens län       | 22 juni 1934                | 31 december 1959 |                | Bureå landskommun                           | Skellefteå kommun                               |
| Burträsks municipalsamhälle                                                    | Burträsk                       | Västerbottens län       | 2 oktober 1930              | 31 december 1961 |                | Burträsks landskommun                       | Skellefteå kommun                               |
| Byske municipalsamhälle                                                        | Byske                          | Västerbottens län       | 8 maj 1931                  | 31 december 1957 |                | Byske landskommun                           | Skellefteå kommun                               |
| Båstads köpings municipalsamhälle                                              | Båstad                         | Kristianstads län       | 1900 eller 1924             | 31 december 1936 |                | Båstads köping                              | Båstads kommun                                  |
| Charlottenbergs municipalsamhälle                                              | Eda                            | Värmlands län           | 2 februari 1906             | 31 december 1961 |                | Eda landskommun                             | Eda kommun                                      |
| Dalarö municipalsamhälle                                                       | Dalarö                         | Stockholms län          | 22 december 1876            | 31 december 1951 |                | Dalarö landskommun                          | Haninge kommun                                  |
| Dalby municipalsamhälle                                                        | Dalby                          | Malmöhus län            | 7 november 1941             | 31 december 1954 |                | Dalby landskommun                           | Lunds kommun                                    |
| Degerfors municipalsamhälle                                                    | Degerfors                      | Örebro län              | 10 juni 1938                | 31 december 1941 |                | Degerfors köping                            | Degerfors kommun                                |
| Deje municipalsamhälle                                                         | Nedre Ullerud                  | Värmlands län           | 31 december 1944            | 31 december 1956 |                | Ulleruds landskommun                        | Forshaga kommun                                 |
| Djupviks municipalsamhälle                                                     | Umeå land Holmsund (från 1918) | Västerbottens län       | 9 februari 1894             | 3 februari 1933  |                | Holmsunds municipalsamhälle                 | Umeå kommun                                     |
| Djursholms municipalsamhälle                                                   | Danderyd                       | Stockholms län          | 6 juni 1890                 | 31 december 1900 |                | Djursholms köping                           | Danderyds kommun                                |
| Domnarvets municipalsamhälle                                                   | Stora Tuna                     | Kopparbergs län         | 27 februari 1925            | 31 december 1928 |                | Borlänge köping                             | Borlänge kommun                                 |
| Donsö municipalsamhälle                                                        | Styrsö                         | Göteborgs och Bohus län | 1 december 1911             | 31 december 1959 |                | Styrsö landskommun                          | Göteborgs kommun                                |
| Dorotea municipalsamhälle                                                      | Dorotea                        | Västerbottens län       | 30 oktober 1936             | 31 december 1957 |                | Dorotea landskommun                         | Dorotea kommun                                  |
| Drottningholms municipalsamhälle                                               | Lovö                           | Stockholms län          | 22 januari 1887             | 31 december 1944 |                | Lovö landskommun                            | Ekerö kommun                                    |
| Duvbo municipalsamhälle                                                        | Spånga                         | Stockholms län          | 3 juli 1903                 | 31 december 1948 |                | Sundbybergs stad                            | Sundbybergs kommun                              |
| Eds municipalsamhälle                                                          | Dals-Ed                        | Älvsborgs län           | 8 april 1927                | 31 december 1957 |                | Dals-Eds landskommun                        | Dals-Eds kommun                                 |
| Edshultshalls municipalsamhälle                                                | Morlanda                       | Göteborgs och Bohus län | 18 november 1910            | 31 december 1956 |                | Morlanda landskommun                        | Orusts kommun                                   |
| Ellös municipalsamhälle                                                        | Morlanda                       | Göteborgs och Bohus län | 30 november 1893            | 31 december 1959 |                | Morlanda landskommun                        | Orusts kommun                                   |
| Enebybergs villastads municipalsamhälle                                        | Danderyd                       | Stockholms län          | 13 mars 1914                | 31 december 1945 |                | Danderyds köping                            | Danderyds kommun                                |
| Falköpings förstäders municipalsamhälle                                        | Falköpings västra              | Skaraborgs län          | 4 juli 1919                 | 31 december 1934 |                | Falköpings stad                             | Falköpings kommun                               |
| Fellingsbro municipalsamhälle                                                  | Fellingsbro                    | Örebro län              | 8 december 1911             | 31 december 1957 |                | Fellingsbro landskommun                     | Lindesbergs kommun                              |
| Fiskebäckskils municipalsamhälle                                               | Fiskebäckskil                  | Göteborgs och Bohus län | 29 januari 1886             | 31 december 1951 |                | Skaftö landskommun                          | Lysekils kommun                                 |
| Fjugesta municipalsamhälle                                                     | Knista                         | Örebro län              | 23 mars 1906                | 31 december 1962 |                | Lekebergs landskommun                       | Lekebergs kommun                                |
| Fjällbacka municipalsamhälle                                                   | Kville                         | Göteborgs och Bohus län | 28 juli 1888                | 31 december 1964 |                | Kville landskommun                          | Tanums kommun                                   |
| Flatholmens municipalsamhälle                                                  | Klädesholmen                   | Göteborgs och Bohus län | 24 augusti 1906             | 31 december 1941 |                | Klädesholmens landskommun                   | Tjörns kommun                                   |
| Flens municipalsamhälle                                                        | Flen                           | Södermanlands län       | 31 december 1901            | 31 december 1948 |                | Flens stad                                  | Flens kommun                                    |
| Floby municipalsamhälle                                                        | Floby Sörby                    | Skaraborgs län          | 5 juli 1923                 | 31 december 1961 |                | Vilske landskommun                          | Falköpings kommun                               |
| Flysta municipalsamhälle                                                       | Spånga                         | Stockholms län          | 10 december 1915            | 31 december 1948 |                | Stockholms stad                             | Stockholms kommun                               |
| Forserums municipalsamhälle                                                    | Forserum                       | Jönköpings län          | 24 oktober 1890             | 31 december 1951 |                | Forserums landskommun                       | Nässjö kommun                                   |
| Forshaga municipalsamhälle                                                     | Grava                          | Värmlands län           | 1 november 1907             | 31 december 1943 |                | Forshaga köping                             | Forshaga kommun                                 |
| Fosie municipalsamhälle                                                        | Fosie                          | Malmöhus län            | 30 maj 1919                 | 31 december 1930 |                | Malmö stad                                  | Malmö kommun                                    |
| Frövi municipalsamhälle                                                        | Näsby                          | Örebro län              | 19 november 1914            | 31 december 1954 |                | Frövi köping                                | Lindesbergs kommun                              |
| Fullersta municipalsamhälle                                                    | Huddinge                       | Stockholms län          | 1 januari 1924              | 31 december 1946 |                | Huddinge municipalsamhälle                  | Huddinge kommun                                 |
| Furulunds municipalsamhälle                                                    | Lackalänga                     | Malmöhus län            | 4 oktober 1901              | 31 december 1951 |                | Furulunds köping                            | Kävlinge kommun                                 |
| Gamleby municipalköping                                                        | Gamleby                        | Kalmar län              | 1 januari 1863              | 31 december 1955 |                | Gamleby landskommun                         | Västerviks kommun                               |
| Gamleby municipalsamhälle                                                      | Gamleby                        | Kalmar län              | 1 mars 1918                 | 31 december 1955 |                | Gamleby landskommun                         | Västerviks kommun                               |
| Gislaveds municipalsamhälle                                                    | Båraryd                        | Jönköpings län          | 6 maj 1904                  | 31 december 1948 |                | Gislaveds köping                            | Gislaveds kommun                                |
| Glimåkra municipalsamhälle                                                     | Glimåkra                       | Kristianstads län       | 24 november 1928            | 31 december 1959 |                | Glimåkra landskommun                        | Östra Göinge kommun                             |
| Gnesta municipalsamhälle                                                       | Frustuna                       | Södermanlands län       | 31 augusti 1883             | 31 december 1954 |                | Gnesta köping                               | Gnesta kommun                                   |
| Granöns municipalsamhälle                                                      | Degerfors                      | Västerbottens län       | 21 november 1941            | 31 december 1958 |                | Degerfors landskommun                       | Vindelns kommun                                 |
| Gravarne och Bäckeviks municipalsamhälle                                       | Kungshamn                      | Göteborgs och Bohus län | 14 september 1894           | 31 december 1959 |                | Södra Sotenäs landskommun                   | Sotenäs kommun                                  |
| Grebbestads municipalsamhälle                                                  | Tanum                          | Göteborgs och Bohus län | 30 maj 1890                 | 31 december 1928 |                | Grebbestads köping                          | Tanums kommun                                   |
| Grillby municipalsamhälle                                                      | Villberga                      | Uppsala län             | 30 maj 1919                 | 31 december 1951 |                | Norra Trögds landskommun                    | Enköpings kommun                                |
| Grums municipalsamhälle                                                        | Grums                          | Värmlands län           | 26 maj 1939                 | 31 december 1947 |                | Grums köping                                | Grums kommun                                    |
| Grundsunds municipalsamhälle                                                   | Grundsund                      | Göteborgs och Bohus län | 29 januari 1886             | 31 december 1951 |                | Skaftö landskommun                          | Lysekils kommun                                 |
| Grythyttans municipalsamhälle                                                  | Grythyttan                     | Örebro län              | 8 april 1927                | 31 december 1956 |                | Grythyttans landskommun                     | Hällefors kommun                                |
| Gullholmens municipalsamhälle                                                  | Gullholmen                     | Göteborgs och Bohus län | 29 januari 1886             | 31 december 1959 |                | Morlanda landskommun                        | Orusts kommun                                   |
| Gullspångs municipalsamhälle                                                   | Amnehärad                      | Skaraborgs län          | 19 november 1937            | 31 december 1958 |                | Amnehärads landskommun                      | Gullspångs kommun                               |
| Gyllenfors municipalsamhälle                                                   | Anderstorp                     | Jönköpings län          | 22 September 1939           | 31 december 1948 |                | Gislaveds köping                            | Gislaveds kommun                                |
| Gångvikens municipalsamhälle                                                   | Skön                           | Västernorrlands län     | 21 september 1894           | 31 december 1947 |                | Sköns köping                                | Sundsvalls kommun                               |
| Gårda municipalsamhälle                                                        | Örgryte                        | Göteborgs och Bohus län | 19 oktober 1900             | 31 december 1921 |                | Göteborgs stad                              | Göteborgs kommun                                |
| Gällivare municipalsamhälle                                                    | Gällivare                      | Norrbottens län         | 2 juni 1893                 | 31 december 1955 |                | Gällivare landskommun                       | Gällivare kommun                                |
| Götene municipalsamhälle                                                       | Götene                         | Skaraborgs län          | 5 februari 1918             | 31 december 1951 |                | Götene köping                               | Götene kommun                                   |
| (Nya)Hagalunds municipalsamhälle                                               | Solna                          | Stockholms län          | 29 september 1899           | 31 december 1942 |                | Solna stad                                  | Solna kommun                                    |
| Haga municipalsamhälle                                                         | Arvika                         | Värmlands län           | 29 augusti 1913             | 31 december 1920 |                | Arvika stad                                 | Arvika kommun                                   |
| Hagens municipalsamhälle                                                       | Västra Frölunda                | Göteborgs och Bohus län | 19 augusti 1910             | 31 december 1921 |                | Älvsborgs municipalsamhälle                 | Göteborgs kommun                                |
| Hagfors municipalsamhälle                                                      | Norra Råda                     | Värmlands län           | 8 december 1939             | 31 december 1949 |                | Hagfors stad                                | Hagfors kommun                                  |
| Hallsbergs municipalsamhälle                                                   | Hallsberg                      | Örebro län              | 31 augusti 1883             | 31 december 1907 |                | Hallsbergs köping                           | Hallsbergs kommun                               |
| Hallstahammars municipalsamhälle                                               | Svedvi                         | Västmanlands län        | 8 december 1939             | 31 december 1942 |                | Hallstahammars köping                       | Hallstahammars kommun                           |
| Hammerdals municipalsamhälle                                                   | Hammerdal                      | Jämtlands län           | 9 maj 1941                  | 31 december 1965 |                | Hammerdals landskommun                      | Strömsunds kommun                               |
| Hasselösunds municipalsamhälle                                                 | Kungshamn                      | Göteborgs och Bohus län | 14 september 1894           | 31 december 1953 |                | Smögens landskommun                         | Sotenäs kommun                                  |
| Havstenssunds municipalsamhälle                                                | Tanum                          | Göteborgs och Bohus län | 25 november 1927            | 31 december 1957 |                | Tanums landskommun                          | Tanums kommun                                   |
| Heby municipalsamhälle                                                         | Västerlövsta                   | Västmanlands län        | 22 januari 1887             | 31 december 1952 |                | Västerlövsta landskommun                    | Heby kommun                                     |
| Helsingborgs landsförsamlings municipalsamhälle                                | Helsingborgs land              | Malmöhus län            | 28 november 1890            | 31 december 1906 |                | Helsingborgs stad                           | Helsingborgs kommun                             |
| Hemse municipalsamhälle                                                        | Hemse                          | Gotlands län            | 25 juni 1886                | 31 december 1958 |                | Hemse landskommun                           | Gotlands kommun                                 |
| Herrljunga municipalsamhälle                                                   | Herrljunga                     | Älvsborgs län           | 24 augusti 1906             | 31 december 1952 |                | Herrljunga köping                           | Herrljunga kommun                               |
| Hohultslätts municipalsamhälle                                                 | Älghult                        | Kronobergs län          | 12 juni 1942                | 31 december 1954 |                | Älghults landskommun                        | Uppvidinge kommun                               |
| Holmsunds municipalsamhälle                                                    | Holmsund                       | Västerbottens län       | 3 februari 1933             | 31 december 1946 |                | Holmsunds köping                            | Umeå kommun                                     |
| Hornsbergs villastads municipalsamhälle från 1935 Hornsbergs municipalsamhälle | Frösö                          | Jämtlands län           | 11 mars 1898                | 31 december 1947 |                | Frösö köping                                | Östersunds kommun                               |
| Hovenäsets municipalsamhälle                                                   | Askum                          | Göteborgs och Bohus län | 28 februari 1902            | 31 december 1959 |                | Södra Sotenäs landskommun                   | Sotenäs kommun                                  |
| Hovmantorps municipalsamhälle                                                  | Hovmantorp                     | Kronobergs län          | 31 december 1919            | 31 december 1951 |                | Hovmantorps köping                          | Lessebo kommun                                  |
| Huddinge municipalsamhälle                                                     | Huddinge                       | Stockholms län          | 1 januari 1924              | 31 december 1952 |                | Huddinge landskommun                        | Huddinge kommun                                 |
| Hunnebostrands municipalsamhälle                                               | Tossene                        | Göteborgs och Bohus län | 6 februari 1903             | 31 december 1960 |                | Tossene landskommun                         | Sotenäs kommun                                  |
| Hällabrottets municipalsamhälle                                                | Kumla                          | Örebro län              | 20 oktober 1944             | 31 december 1952 |                | Kumla landskommun                           | Kumla kommun                                    |
| Hälleviksstrands municipalsamhälle                                             | Morlanda                       | Göteborgs och Bohus län | 29 januari 1886             | 31 december 1959 |                | Morlanda landskommun                        | Orusts kommun                                   |
| Hällnäs municipalsamhälle                                                      | Degerfors                      | Västerbottens län       | 30 juli 1937                | 31 december 1962 |                | Degerfors landskommun                       | Vindelns kommun                                 |
| Hälsö municipalsamhälle                                                        | Öckerö                         | Göteborgs och Bohus län | 3 september 1915            | 31 december 1959 |                | Öckerö landskommun                          | Öckerö kommun                                   |
| Hässelby villastads municipalsamhälle                                          | Spånga                         | Stockholms län          | 3 juli 1913                 | 31 december 1925 |                | Hässelby villastads köping                  | Stockholms kommun                               |
| Hässleholms municipalsamhälle                                                  | Stoby Vankiva                  | Malmöhus län            | 22 januari 1887             | 31 december 1900 |                | Hässleholms köping                          | Hässleholms kommun                              |
| Hästveda municipalsamhälle                                                     | Hästveda                       | Kristianstads län       | 11 mars 1887                | 31 december 1959 |                | Hästveda landskommun                        | Hässleholms kommun                              |
| Höganäs municipalsamhälle                                                      | Väsby                          | Malmöhus län            | 1 januari 1908              | 31 december 1935 |                | Höganäs stad                                | Höganäs kommun                                  |
| Höganäs bruks municipalsamhälle                                                | Väsby                          | Malmöhus län            | 1875                        | 31 december 1907 |                | Höganäs municipalsamhälle                   | Höganäs kommun                                  |
| Höganäs fiskeläges municipalsamhälle                                           | Väsby                          | Malmöhus län            | 12 oktober 1889             | 31 december 1907 |                | Höganäs municipalsamhälle                   | Höganäs kommun                                  |
| Hönö municipalsamhälle                                                         | Öckerö                         | Göteborgs och Bohus län | 3 september 1915            | 31 december 1959 |                | Öckerö landskommun                          | Öckerö kommun                                   |
| Hörby municipalsamhälle                                                        | Hörby                          | Malmöhus län            | 20 december 1894            | 31 december 1899 |                | Hörby köping                                | Hörby kommun                                    |
| Hörningsnäs villastads municipalsamhälle                                       | Huddinge                       | Stockholms län          | 5 december 1914             | 31 december 1946 |                | Huddinge municipalsamhälle                  | Huddinge kommun                                 |
| Hörnefors municipalsamhälle                                                    | Hörnefors                      | Västerbottens län       | 16 maj 1941                 | 31 december 1957 |                | Hörnefors landskommun                       | Umeå kommun                                     |
| Höörs municipalsamhälle                                                        | Höör                           | Malmöhus län            | 25 oktober 1901             | 31 december 1938 |                | Höörs köping                                | Höörs kommun                                    |
| Igelsta municipalsamhälle                                                      | Östertälje                     | Stockholms län          | 12 december 1924            | 30 juni 1953     |                | Östertälje landskommun                      | Södertälje kommun                               |
| Jannelunds municipalsamhälle                                                   | Karlskoga                      | Örebro län              | 1 juni 1913                 | 9 juni 1938      |                | Degerfors municipalsamhälle                 | Degerfors kommun                                |
| Jonsereds municipalsamhälle                                                    | Partille                       | Göteborgs och Bohus län | 2 april 1931                | 31 december 1954 |                | Partille landskommun                        | Partille kommun                                 |
| Järna municipalsamhälle                                                        | Överjärna                      | Stockholms län          | 8 september 1911            | 31 december 1955 |                | Järna landskommun                           | Södertälje kommun                               |
| Järpens municipalsamhälle                                                      | Undersåker                     | Jämtlands län           | 3 november 1905             | 31 december 1958 |                | Undersåkers landskommun                     | Åre kommun                                      |
| Järpås municipalsamhälle                                                       | Järpås                         | Skaraborgs län          | 21 februari 1919            | 31 december 1968 |                | Lidköpings stad                             | Lidköpings kommun                               |
| Jörns municipalsamhälle                                                        | Jörn                           | Västerbottens län       | 24 november 1923            | 31 december 1958 |                | Jörns landskommun                           | Skellefteå kommun                               |
| Kalix municipalsamhälle                                                        | Nederkalix                     | Norrbottens län         | 8 april 1910                | 31 december 1962 |                | Nederkalix landskommun                      | Kalix kommun                                    |
| Kalvsunds municipalsamhälle                                                    | Öckerö                         | Göteborgs och Bohus län | 3 september 1915            | 31 december 1959 |                | Öckerö landskommun                          | Öckerö kommun                                   |
| Karlskoga municipalsamhälle                                                    | Karlskoga                      | Örebro län              | 26 juni 1885                | 31 december 1939 |                | Karlskoga stad                              | Karlskoga kommun                                |
| Katrineholms municipalsamhälle                                                 | Stora Malm                     | Södermanlands län       | 13 juli 1883                | 31 december 1916 |                | Katrineholms stad                           | Katrineholms kommun                             |
| Kils municipalsamhälle                                                         | Stora Kil                      | Värmlands län           | 22 februari 1901            | 31 december 1962 |                | Stora Kils landskommun                      | Kils kommun                                     |
| Kinna municipalsamhälle                                                        | Kinna                          | Älvsborgs län           | 12 december 1924            | 31 december 1946 |                | Kinna köping                                | Marks kommun                                    |
| Kiruna municipalsamhälle                                                       | Jukkasjärvi                    | Norrbottens län         | 23 december 1908            | 31 december 1947 |                | Kiruna stad                                 | Kiruna kommun                                   |
| Kisa municipalsamhälle                                                         | Kisa                           | Östergötlands län       | 15 april 1904               | 31 december 1951 |                | Västra Kinda landskommun                    | Kinda kommun                                    |
| Kiviks municipalsamhälle                                                       | Södra Mellby Vitaby            | Kristianstads län       | 3 december 1886             | 31 december 1957 |                | Kiviks landskommun                          | Simrishamns kommun                              |
| Klippans municipalsamhälle                                                     | Gråmanstorp                    | Kristianstads län       | 22 januari 1887             | 31 december 1944 |                | Klippans köping                             | Klippans kommun                                 |
| Klädesholmens municipalsamhälle                                                | Stenkyrka                      | Göteborgs och Bohus län | 29 januari 1886             | 31 december 1959 |                | Tjörns landskommun                          | Tjörns kommun                                   |
| Knislinge municipalsamhälle                                                    | Knislinge                      | Kristianstads län       | 27 november 1931            | 31 december 1957 |                | Knislinge landskommun                       | Östra Göinge kommun                             |
| Kolmårdens municipalsamhälle                                                   | Krokek                         | Östergötlands län       | 14 februari 1936            | 31 december 1951 |                | Kolmårdens landskommun                      | Norrköpings kommun                              |
| Kramfors municipalsamhälle                                                     | Gudmundrå                      | Västernorrlands län     | 7 juli 1889                 | 31 december 1946 |                | Kramfors stad                               | Kramfors kommun                                 |
| Kristianopels municipalsamhälle                                                | Kristianopel                   | Blekinge län            | 1 januari 1924              | 31 december 1951 |                | Jämjö landskommun                           | Karlskrona kommun                               |
| Krokslätts municipalsamhälle                                                   | Örgryte                        | Göteborgs och Bohus län | 23 oktober 1884             | 31 december 1921 |                | Göteborgs stad                              | Göteborgs kommun                                |
| Krylbo municipalsamhälle                                                       | Folkärna                       | Kopparbergs län         | 10 juni 1904                | 31 december 1918 |                | Krylbo köping                               | Avesta kommun                                   |
| Kumla municipalsamhälle                                                        | Kumla                          | Örebro län              | 23 maj 1884                 | 31 december 1941 |                | Kumla stad                                  | Kumla kommun                                    |
| Kungsörs municipalsamhälle                                                     | Kung Karl                      | Västmanlands län        | 7 april 1904                | 31 december 1906 |                | Kungsörs köping                             | Kungsörs kommun                                 |
| Kvidinge municipalsamhälle                                                     | Kvidinge                       | Kristianstads län       | 31 mars 1932                | 31 december 1970 |                | Kvidinge landskommun                        | Åstorps kommun                                  |
| Kvänums municipalsamhälle                                                      | Kvänum                         | Skaraborgs län          | 21 november 1913            | 31 december 1961 |                | Kvänums landskommun                         | Vara kommun                                     |
| Kyrkesunds municipalsamhälle                                                   | Klövedal                       | Göteborgs och Bohus län | 29 september 1899           | 31 december 1959 |                | Tjörns landskommun                          | Tjörns kommun                                   |
| Kåge municipalsamhälle                                                         | Skellefteå                     | Västerbottens län       | 26 november 1937            | 31 december 1964 |                | Skellefteå landskommun                      | Skellefteå kommun                               |
| Källö-Knippla municipalsamhälle                                                | Öckerö                         | Göteborgs och Bohus län | 3 september 1915            | 31 december 1959 |                | Öckerö landskommun                          | Öckerö kommun                                   |
| Käringöns municipalsamhälle                                                    | Käringön                       | Göteborgs och Bohus län | 29 januari 1886             | 31 december 1959 |                | Morlanda landskommun                        | Orusts kommun                                   |
| Kävlinge municipalsamhälle                                                     | Kävlinge                       | Malmöhus län            | 23 augusti 1901             | 31 december 1945 |                | Kävlinge köping                             | Kävlinge kommun                                 |
| Köpinge municipalsamhälle (Ramlösa)                                            | Raus                           | Malmöhus län            | 14 september 1894           | 31 december 1917 |                | Helsingborgs stad                           | Helsingborgs kommun                             |
| Leksands-Norets municipalsamhälle                                              | Leksand                        | Kopparbergs län         | 11 november 1904            | 31 december 1966 |                | Leksands landskommun                        | Leksands kommun                                 |
| Lenhovda municipalsamhälle                                                     | Lenhovda                       | Kronobergs län          | 1 januari 1940              | 31 december 1956 |                | Lenhovda köping                             | Uppvidinge kommun                               |
| Lesjöfors municipalsamhälle                                                    | Rämmen                         | Värmlands län           | 22 februari 1946            | 31 december 1954 |                | Rämmens landskommun                         | Filipstads kommun                               |
| Lidhults municipalsamhälle                                                     | Lidhult                        | Kronobergs län          | 30 december 1922            | 31 december 1966 |                | Lidhults landskommun                        | Ljungby kommun                                  |
| Liljeholmens municipalsamhälle                                                 | Brännkyrka                     | Stockholms län          | 4 juli 1884                 | 31 december 1912 |                | Stockholms stad                             | Stockholms kommun                               |
| Lilla Alby municipalsamhälle                                                   | Solna                          | Stockholms län          | 19 juli 1907                | 31 december 1942 |                | Solna stad                                  | Sundbybergs kommun                              |
| Lilla Edets municipalsamhälle                                                  | Fuxerna                        | Älvsborgs län           | 31 januari 1890             | 31 december 1950 |                | Lilla Edets köping                          | Lilla Edets kommun                              |
| Limhamns municipalsamhälle                                                     | Hyllie Fosie                   | Malmöhus län            | 26 augusti 1886 7 juni 1901 | 31 december 1905 |                | Limhamns köping                             | Malmö kommun                                    |
| Ljungby municipalsamhälle                                                      | Ljungby                        | Kronobergs län          | 7 oktober 1921              | 31 december 1935 |                | Ljungby stad                                | Ljungby kommun                                  |
| Ljungbyheds municipalsamhälle                                                  | Riseberga                      | Kristianstads län       | 21 december 1934            | 31 december 1962 |                | Riseberga landskommun                       | Klippans kommun                                 |
| Ljusdals municipalsamhälle                                                     | Ljusdal                        | Gävleborgs län          | 28 juni 1889                | 31 december 1913 |                | Ljusdals köping                             | Ljusdals kommun                                 |
| Lomma municipalsamhälle                                                        | Lomma                          | Malmöhus län            | 12 september 1900           | 31 december 1950 |                | Lomma köping                                | Lomma kommun                                    |
| Ludvika municipalsamhälle                                                      | Ludvika                        | Kopparbergs län         | 18 oktober 1901             | 31 december 1914 |                | Ludvika köping                              | Ludvika kommun                                  |
| Lundby municipalsamhälle                                                       | Lundby                         | Göteborgs och Bohus län | 19 juni 1891                | 31 december 1905 |                | Göteborgs stad                              | Göteborgs kommun                                |
| Lundens municipalsamhälle                                                      | Örgryte                        | Göteborgs och Bohus län | 19 oktober 1900             | 31 december 1921 |                | Göteborgs stad                              | Göteborgs kommun                                |
| Lundsbrunns municipalsamhälle                                                  | Ova, Ledsjö Skälvum            | Skaraborgs län          | 6 augusti 1915              | 31 december 1957 |                | Husaby landskommun                          | Götene kommun                                   |
| Lycksele municipalsamhälle                                                     | Lycksele                       | Västerbottens län       | 6 juni 1884                 | 31 december 1928 |                | Lycksele köping                             | Lycksele kommun                                 |
| Lycksele marknadsplats municipalsamhälle                                       | Lycksele                       | Västerbottens län       | 6 juni 1884                 | 29 februari 1924 |                | Lycksele landskommun                        | Lycksele kommun                                 |
| Långedrags municipalsamhälle                                                   | Västra Frölunda                | Göteborgs och Bohus län | 25 januari 1907             | 31 december 1921 |                | Älvsborgs municipalsamhälle                 | Göteborgs kommun                                |
| Långö municipalsamhälle                                                        | Augerum                        | Blekinge län            | 14 februari 1908            | 31 december 1933 |                | Karlskrona stad                             | Karlskrona kommun                               |
| Löberöds municipalsamhälle                                                     | Högseröd Hammarlunda           | Malmöhus län            | 26 maj 1899                 | 31 december 1954 |                | Löberöds landskommun                        | Eslövs kommun                                   |
| Löderups municipalsamhälle                                                     | Löderup Hörup                  | Kristianstads län       | 18 juni 1927                | 31 december 1958 |                | Löderups landskommun                        | Ystads kommun                                   |
| Lönsboda municipalsamhälle                                                     | Örkened                        | Kristianstads län       | 24 november 1928            | 31 december 1966 |                | Örkeneds landskommun                        | Osby kommun                                     |
| Lövestads municipalsamhälle                                                    | Lövestad                       | Malmöhus län            | 8 maj 1936                  | 31 december 1960 |                | Östra Färs landskommun                      | Sjöbo kommun                                    |
| Lövångers municipalsamhälle                                                    | Lövånger                       | Västerbottens län       | 19 mars 1937                | 31 december 1963 |                | Lövångers landskommun                       | Skellefteå kommun                               |
| Malens municipalsamhälle                                                       | Båstad                         | Kristianstads län       | 8 maj 1931                  | 31 december 1936 |                | Båstads köping                              | Båstads kommun                                  |
| Malmbergets municipalsamhälle                                                  | Gällivare                      | Norrbottens län         | 23 december 1908            | 31 december 1969 |                | Gällivare landskommun                       | Gällivare kommun                                |
| Malmöns municipalsamhälle                                                      | Malmön                         | Göteborgs och Bohus län | 20 april 1900               | 31 december 1959 |                | Södra Sotenäs landskommun                   | Sotenäs kommun                                  |
| Malungs municipalsamhälle                                                      | Malung                         | Kopparbergs län         | 14 januari 1931             | 31 december 1957 |                | Malungs landskommun                         | Malung-Sälens kommun                            |
| Malåträsks municipalsamhälle                                                   | Malå                           | Västerbottens län       | 30 maj 1941                 | 31 december 1952 |                | Malå landskommun                            | Malå kommun                                     |
| Marieholms municipalsamhälle                                                   | Reslöv                         | Malmöhus län            | 26 mars 1915                | 31 december 1960 |                | Marieholms landskommun                      | Eslövs kommun                                   |
| Mariehälls municipalsamhälle                                                   | Bromma                         | Stockholms län          | 6 november 1908             | 31 december 1915 |                | Stockholms stad                             | Stockholms kommun                               |
| Marnäs municipalsamhälle                                                       | Ludvika                        | Kopparbergs län         | 13 december 1918            | 31 december 1924 |                | Ludvika stad                                | Ludvika kommun                                  |
| Mjölby municipalsamhälle                                                       | Mjölby                         | Östergötlands län       | 29 september 1899           | 31 december 1919 |                | Mjölby stad                                 | Mjölby kommun                                   |
| Moheda municipalsamhälle                                                       | Moheda                         | Kronobergs län          | 13 juni 1947                | 31 december 1954 |                | Moheda landskommun                          | Alvesta kommun                                  |
| Moholms municipalsamhälle                                                      | Mo Hjälstad                    | Skaraborgs län          | 21 juni 1940                | 31 december 1955 |                | Moholms landskommun                         | Töreboda kommun                                 |
| Molkoms municipalsamhälle                                                      | Nyed                           | Värmlands län           | 22 februari 1946            | 31 december 1958 |                | Nyeds landskommun                           | Karlstads kommun                                |
| Mollösunds municipalsamhälle                                                   | Mollösund                      | Göteborgs och Bohus län | 29 januari 1886             | 31 december 1970 |                | Orusts kommun                               | Orusts kommun                                   |
| Morastrands municipalsamhälle                                                  | Mora                           | Kopparbergs län         | 6 oktober 1893              | 31 december 1907 |                | Morastrands köping                          | Mora kommun                                     |
| Mullhyttans municipalsamhälle                                                  | Kvistbro                       | Örebro län              | 4 juni 1943                 | 31 december 1952 |                | Svartå landskommun                          | Lekebergs kommun                                |
| Munka-Ljungby municipalsamhälle                                                | Munka-Ljungby                  | Kristianstads län       | 20 april 1945               | 31 december 1961 |                | Munka-Ljungby landskommun                   | Ängelholms kommun                               |
| Munkfors municipalsamhälle                                                     | Ransäter                       | Värmlands län           | 9 maj 1941                  | 31 december 1948 |                | Munkfors köping                             | Munkfors kommun                                 |
| Mölle municipalsamhälle                                                        | Brunnby                        | Malmöhus län            | 18 oktober 1907             | 31 december 1965 |                | Brunnby landskommun                         | Höganäs kommun                                  |
| Mölltorps municipalsamhälle                                                    | Mölltorp                       | Skaraborgs län          | 30 maj 1941                 | 31 december 1958 |                | Mölltorps landskommun                       | Karlsborgs kommun                               |
| Mölndals municipalsamhälle                                                     | Fässberg                       | Göteborgs och Bohus län | 7 juli 1911                 | 31 december 1921 |                | Mölndals stad                               | Mölndals kommun                                 |
| Norbergs municipalsamhälle                                                     | Norberg                        | Västmanlands län        | 30 september 1889           | 31 december 1951 |                | Norbergs köping                             | Norbergs kommun                                 |
| Nordmalings municipalsamhälle                                                  | Nordmaling                     | Västerbottens län       | 25 februari 1898            | 31 december 1962 |                | Nordmalings landskommun                     | Nordmalings kommun                              |
| Norrböle municipalsamhälle                                                     | Skellefteå                     | Västerbottens län       | 20 april 1897               | 31 december 1913 |                | Skellefteå landskommun                      | Skellefteå kommun                               |
| Norrköpings norra förstäders municipalsamhälle                                 | Östra Eneby                    | Östergötlands län       | 20 februari 1885            | 31 december 1915 |                | Norrköpings stad                            | Norrköpings kommun                              |
| Norsjö municipalsamhälle                                                       | Norsjö                         | Västerbottens län       | 3 maj 1935                  | 31 december 1952 |                | Norsjö landskommun                          | Norsjö kommun                                   |
| Norrvikens municipalsamhälle                                                   | Sollentuna                     | Stockholms län          | 13 december 1929            | 31 december 1943 |                | Sollentuna köping                           | Sollentuna kommun                               |
| Nossebro municipalsamhälle                                                     | Essunga Bäreberg               | Skaraborgs län          | 15 februari 1918            | 31 december 1963 |                | Essunga landskommun                         | Essunga kommun                                  |
| Nya Huvudsta municipalsamhälle                                                 | Solna                          | Stockholms län          | 16 oktober 1903             | 31 december 1942 |                | Solna stad                                  | Solna kommun                                    |
| Nya Kopparbergs municipalsamhälle                                              | Ljusnarsberg                   | Örebro län              | 16 december 1887            | 31 december 1907 |                | Kopparbergs köping                          | Ljusnarsbergs kommun                            |
| Nyfors municipalsamhälle                                                       | Fors                           | Södermanlands län       | 22 februari 1889            | 31 december 1906 |                | Eskilstuna stad                             | Eskilstuna kommun                               |
| Nyhems municipalsamhälle                                                       | Snöstorp                       | Hallands län            | 4 december 1908             | 31 december 1927 |                | Halmstads stad                              | Halmstads kommun                                |
| Nylands municipalsamhälle                                                      | Ytterlännäs                    | Västernorrlands län     | 1 maj 1885                  | 31 december 1970 |                | Ytterlännäs landskommun                     | Kramfors kommun                                 |
| Nässjö municipalsamhälle                                                       | Nässjö                         | Jönköpings län          | 12 augusti 1881             | 31 december 1913 |                | Nässjö stad                                 | Nässjö kommun                                   |
| Obbola municipalsamhälle                                                       | Holmsund                       | Västerbottens län       | 22 september 1939           | 31 december 1946 |                | Holmsunds köping                            | Umeå kommun                                     |
| Odenslunds municipalsamhälle                                                   | Brunflo                        | Jämtlands län           | 10 februari 1899            | 31 december 1917 |                | Östersunds stad                             | Östersunds kommun                               |
| Orsa municipalsamhälle                                                         | Orsa                           | Kopparbergs län         | 13 juni 1902                | 31 december 1966 |                | Orsa landskommun                            | Orsa kommun                                     |
| Osby municipalsamhälle                                                         | Osby                           | Kristianstads län       | 15 juli 1887                | 31 december 1936 |                | Osby köping                                 | Osby kommun                                     |
| Oskarströms municipalsamhälle                                                  | Enslöv Slättåkra               | Hallands län            | 27 januari 1905             | 31 december 1946 |                | Oskarströms köping                          | Halmstads kommun                                |
| Oxelösunds municipalsamhälle                                                   | Nikolai                        | Södermanlands län       | 27 januari 1899             | 31 december 1949 |                | Oxelösunds stad                             | Oxelösunds kommun                               |
| Partille municipalsamhälle                                                     | Partille                       | Göteborgs och Bohus län | 2 april 1931                | 31 december 1954 |                | Partille landskommun                        | Partille kommun                                 |
| Pataholm                                                                       | Ålem                           | Kalmar län              | 1 januari 1924              | 31 december 1953 |                | Ålems landskommun                           | Mönsterås kommun, betecknades municipalköping   |
| Perstorps municipalsamhälle                                                    | Perstorp                       | Kristianstads län       | 23 maj 1935                 | 31 december 1946 |                | Perstorps köping                            | Perstorps kommun                                |
| Pålsboda municipalsamhälle                                                     | Sköllersta                     | Örebro län              | 9 maj 1941                  | 31 december 1957 |                | Sköllersta landskommun                      | Hallsbergs kommun                               |
| Påskallavik                                                                    | Döderhult                      | Kalmar län              | 1 januari 1924              | 31 december 1955 |                | Döderhults landskommun                      | Oskarshamns kommun, betecknades municipalköping |
| Raus planterings municipalsamhälle                                             | Raus                           | Malmöhus län            | 22 juni 1904                | 31 december 1917 |                | Helsingborgs stad                           | Helsingborgs kommun                             |
| Rimbo municipalsamhälle                                                        | Rimbo                          | Stockholms län          | 31 december 1914            | 31 december 1957 |                | Sjuhundra landskommun                       | Norrtälje kommun                                |
| Robertsfors municipalsamhälle                                                  | Bygdeå                         | Västerbottens län       | 28 oktober 1927             | 31 december 1958 |                | Bygdeå landskommun                          | Robertsfors kommun                              |
| Ruda municipalsamhälle                                                         | Högsby Långemåla               | Kalmar län              | 24 september 1948           | 31 december 1959 |                | Högsby landskommun                          | Högsby kommun                                   |
| Rundviks municipalsamhälle                                                     | Nordmaling                     | Västerbottens län       | 12 juni 1936                | 31 december 1964 |                | Nordmalings landskommun                     | Nordmalings kommun                              |
| Ryds municipalsamhälle                                                         | Almundryd                      | Kronobergs län          | 2 december 1905             | 31 december 1957 |                | Almundsryds köping                          | Tingsryds kommun                                |
| Råsunda municipalsamhälle                                                      | Solna                          | Stockholms län          | 10 november 1911            | 31 december 1942 |                | Solna stad                                  | Solna kommun                                    |
| Råå municipalsamhälle                                                          | Raus                           | Malmöhus län            | 28 september 1877 1886/1887 | 31 december 1917 |                | Helsingborgs stad                           | Helsingborgs kommun                             |
| Rättviks municipalsamhälle                                                     | Rättvik                        | Kopparbergs län         | 25 november 1910            | 31 december 1965 |                | Rättviks landskommun                        | Rättviks kommun                                 |
| Rönninge municipalsamhälle                                                     | Salem                          | Stockholms län          | 29 januari 1915             | 31 december 1957 |                | Salems landskommun                          | Salems kommun                                   |
| Röstånga municipalsamhälle                                                     | Röstånga                       | Malmöhus län            | 15 november 1935            | 31 december 1966 |                | Röstånga landskommun                        | Svalövs kommun                                  |
| Sankt Lars municipalsamhälle                                                   | Sankt Lars                     | Östergötlands län       | 28 september 1894           | 31 december 1910 |                | Linköpings stad                             | Linköpings kommun                               |
| Sannäs municipalsamhälle                                                       | Tanum                          | Göteborgs och Bohus län | 1 december 1911             | 31 december 1954 |                | Tanums landskommun                          | Tanums kommun                                   |
| Segeltorps municipalsamhälle                                                   | Huddinge                       | Stockholms län          | 1 januari 1924              | 31 december 1953 |                | Huddinge landskommun                        | Huddinge kommun                                 |
| Sjöbo municipalsamhälle                                                        | Södra Åsum                     | Malmöhus län            | 2 april 1898                | 31 december 1951 |                | Sjöbo köping                                | Sjöbo kommun                                    |
| Skelleftestrands municipalsamhälle                                             | Skellefteå                     | Västerbottens län       | 30 april 1937               | 31 december 1951 |                | Skellefteå stad                             | Skellefteå kommun                               |
| Skene municipalsamhälle                                                        | Örby                           | Älvsborgs län           | 9 maj 1941                  | 31 december 1950 |                | Skene köping                                | Marks kommun                                    |
| Skillingaryds municipalsamhälle                                                | Tofteryd                       | Jönköpings län          | 8 oktober 1920              | 31 december 1951 |                | Skillingaryds köping                        | Vaggeryds kommun                                |
| Skillinge municipalsamhälle                                                    | Östra Hoby                     | Kristianstads län       | 23 augusti 1889             | 31 december 1963 |                | Borrby landskommun                          | Simrishamns kommun                              |
| Skurups municipalsamhälle                                                      | Skurup                         | Malmöhus län            | 1 juni 1895                 | 31 december 1913 |                | Skurups köping                              | Skurups kommun                                  |
| Skäldervikens municipalsamhälle                                                | Barkåkra                       | Kristianstads län       | 3 maj 1935                  | 31 december 1959 |                | Barkåkra landskommun                        | Ängelholms kommun                               |
| Skärhamns municipalsamhälle                                                    | Stenkyrka                      | Göteborgs och Bohus län | 18 februari 1888            | 31 december 1959 |                | Tjörns landskommun                          | Tjörns kommun                                   |
| Skönsbergs municipalsamhälle                                                   | Skön                           | Västernorrlands län     | 21 september 1894           | 31 december 1947 |                | Sköns köping                                | Sundsvalls kommun                               |
| Skönsmons municipalsamhälle                                                    | Skön                           | Västernorrlands län     | 16 oktober 1883             | 31 december 1947 |                | Sundsvalls stad                             | Sundsvalls kommun                               |
| Slättens municipalsamhälle                                                     | Lyse                           | Göteborgs och Bohus län | 6 oktober 1911              | 31 december 1930 |                | Lysekils stad                               | Lysekils kommun                                 |
| Smedjebackens municipalsamhälle                                                | Norrbärke                      | Kopparbergs län         | 7 juni 1895                 | 31 december 1917 |                | Smedjebackens köping                        | Smedjebackens kommun                            |
| Smedstorps municipalsamhälle                                                   | Smedstorp                      | Kristianstads län       | 3 oktober 1890              | 31 december 1954 |                | Smedstorps landskommun                      | Tomelilla kommun                                |
| Smögens municipalsamhälle                                                      | Kungshamn                      | Göteborgs och Bohus län | 14 september 1894           | 31 december 1953 |                | Smögens landskommun                         | Sotenäs kommun                                  |
| Snättringe municipalsamhälle                                                   | Huddinge                       | Stockholms län          | 2 november 1928             | 31 december 1946 |                | Huddinge municipalsamhälle                  | Huddinge kommun                                 |
| Sofielunds municipalsamhälle                                                   | Västra Skrävlinge              | Malmöhus län            | 21 februari 1896            | 31 december 1910 |                | Malmö stad                                  | Malmö kommun                                    |
| Sollefteå municipalsamhälle                                                    | Sollefteå                      | Västernorrlands län     | 20 februari 1885            | 31 december 1901 |                | Sollefteå köping                            | Sollefteå kommun                                |
| Solhems municipalsamhälle                                                      | Spånga                         | Stockholms län          | 3 april 1908                | 31 december 1948 |                | Stockholms stad                             | Stockholms kommun                               |
| Sorsele municipalsamhälle                                                      | Sorsele                        | Västerbottens län       | 15 november 1935            | 31 december 1955 |                | Sorsele landskommun                         | Sorsele kommun                                  |
| Sparreholms municipalsamhälle                                                  | Hyltinge                       | Södermanlands län       | 23 mars 1918                | 31 december 1952 |                | Sparreholms landskommun                     | Flens kommun                                    |
| Stensele municipalsamhälle                                                     | Stensele                       | Västerbottens län       | 30 april 1937               | 31 december 1964 |                | Stensele landskommun                        | Storumans kommun                                |
| Stenstorps municipalsamhälle                                                   | Stenstorp                      | Skaraborgs län          | 13 januari 1923             | 31 december 1958 |                | Stenstorps landskommun                      | Falköpings kommun                               |
| Stenungsunds municipalsamhälle                                                 | Norum                          | Göteborgs och Bohus län | 19 december 1919            | 31 december 1951 |                | Stenungsunds landskommun                    | Stenungsunds kommun                             |
| Stockens municipalsamhälle                                                     | Morlanda                       | Göteborgs och Bohus län | 18 november 1910            | 31 december 1959 |                | Morlanda landskommun                        | Orusts kommun                                   |
| Stocksunds (villastads) municipalsamhälle                                      | Danderyd                       | Stockholms län          | 24 april 1902               | 31 december 1909 |                | Stocksunds köping                           | Danderyds kommun                                |
| Stora Dyröns municipalsamhälle                                                 | Stenkyrka                      | Göteborgs och Bohus län | 6 juli 1906                 | 31 december 1959 |                | Tjörns landskommun                          | Tjörns kommun                                   |
| Storumans municipalsamhälle                                                    | Stensele                       | Västerbottens län       | 18 december 1936            | 31 december 1963 |                | Stensele landskommun                        | Storumans kommun                                |
| Storviks municipalsamhälle                                                     | Ovansjö                        | Gävleborgs län          | 12 maj 1916                 | 31 december 1923 |                | Storviks köping                             | Sandvikens kommun                               |
| Strömsnäsbruks municipalsamhälle                                               | Traryd                         | Kronobergs län          | 5 mars 1903                 | 31 december 1951 |                | Traryds köping                              | Markaryds kommun                                |
| Strömsunds municipalsamhälle                                                   | Ström                          | Jämtlands län           | 19 januari 1900             | 31 december 1962 |                | Ströms landskommun                          | Strömsunds kommun                               |
| Stuvsta municipalsamhälle                                                      | Huddinge                       | Stockholms län          | 1 januari 1924              | 31 december 1946 |                | Huddinge municipalsamhälle                  | Huddinge kommun                                 |
| Styrsö municipalsamhälle                                                       | Styrsö                         | Göteborgs och Bohus län | 4 maj 1923                  | 31 december 1959 |                | Styrsö landskommun                          | Göteborgs kommun                                |
| Sunnanå municipalsamhälle                                                      | Skellefteå                     | Västerbottens län       | 25 oktober 1935             | 31 december 1959 |                | Skellefteå landskommun                      | Skellefteå kommun                               |
| Sunne municipalsamhälle                                                        | Sunne                          | Värmlands län           | 16 december 1904            | 31 december 1919 |                | Sunne köping                                | Sunne kommun                                    |
| Svalövs municipalsamhälle                                                      | Svalöv Felestad                | Malmöhus län            | 23 maj 1941                 | 31 december 1952 |                | Svalövs landskommun                         | Svalövs kommun                                  |
| Svartöstadens municipalsamhälle                                                | Nederluleå                     | Norrbottens län         | 23 augusti 1901             | 31 december 1932 |                | Luleå stad                                  | Luleå kommun                                    |
| Svedala municipalsamhälle                                                      | Svedala                        | Malmöhus län            | 7 juli 1899                 | 31 december 1918 |                | Svedala köping                              | Svedala kommun                                  |
| Svegsmons municipalsamhälle                                                    | Sveg                           | Jämtlands län           | 31 december 1908            | 31 december 1936 |                | Svegs köping                                | Härjedalens kommun                              |
| Sävedalens municipalsamhälle                                                   | Partille                       | Göteborgs och Bohus län | 2 april 1931                | 31 december 1954 |                | Partille landskommun                        | Partille kommun                                 |
| Sävsjö municipalsamhälle                                                       | Norra Ljunga Vallsjö           | Jönköpings län          | 29 september 1882           | 31 december 1946 |                | Sävsjö stad                                 | Sävsjö kommun                                   |
| Södra Vi municipalsamhälle                                                     | Södra Vi                       | Kalmar län              | 20 april 1945               | 31 december 1957 |                | Södra Vi landskommun                        | Vimmerby kommun                                 |
| Sösdala municipalsamhälle                                                      | Norra Mellby                   | Kristianstads län       | 17 februari 1893            | 31 december 1966 |                | Sösdala landskommun                         | Hässleholms kommun                              |
| Teckomatorps municipalsamhälle                                                 | Norra Skrävlinge               | Malmöhus län            | 24 augusti 1914             | 31 december 1966 |                | Teckomatorps landskommun                    | Svalövs kommun                                  |
| Tegs municipalsamhälle                                                         | Umeå                           | Västerbottens län       | 12 december 1924            | 31 december 1960 |                | Umeå landskommun                            | Umeå kommun                                     |
| Tibro municipalsamhälle                                                        | Kyrkefalla                     | Skaraborgs län          | 20 oktober 1923             | 31 december 1946 |                | Tibro köping                                | Tibro kommun                                    |
| Tidans municipalsamhälle                                                       | Götlunda Vad                   | Skaraborgs län          | 26 november 1937            | 31 december 1957 |                | Tidans landskommun                          | Skövde kommun                                   |
| Tierps municipalsamhälle                                                       | Tierp                          | Uppsala län             | 3 augusti 1888              | 31 december 1919 |                | Tierps köping                               | Tierps kommun                                   |
| Tingstads municipalsamhälle                                                    | Backa                          | Göteborgs och Bohus län | 9 september 1904            | 31 december 1926 |                | Backa landskommun                           | Göteborgs kommun                                |
| Tjörnekalvs municipalsamhälle                                                  | Stenkyrka                      | Göteborgs och Bohus län | 29 januari 1886             | 31 december 1959 |                | Tjörns landskommun                          | Tjörns kommun                                   |
| Tollarps municipalsamhälle                                                     | Västra Vram                    | Kristianstads län       | 14 november 1913            | 31 december 1957 |                | Tollarps landskommun                        | Kristianstads kommun                            |
| Tomelilla municipalsamhälle                                                    | Tryde                          | Kristianstads län       | 22 januari 1887             | 31 december 1920 |                | Tomelilla köping                            | Tomelilla kommun                                |
| Torekovs municipalsamhälle                                                     | Torekov                        | Kristianstads län       | 31 december 1879            | 31 december 1951 |                | Västra Bjäre landskommun                    | Båstads kommun                                  |
| Torsby municipalsamhälle                                                       | Fryksände                      | Värmlands län           | 7 maj 1909                  | 31 december 1955 |                | Fryksände landskommun                       | Torsby kommun                                   |
| Torsås municipalsamhälle                                                       | Torsås                         | Kalmar län              | 3 mars 1916                 | 31 december 1957 |                | Torsås landskommun                          | Torsås kommun                                   |
| Tranås Kvarns municipalsamhälle                                                | Säby                           | Jönköpings län          | 17 juni 1903                | 31 december 1918 |                | Tranås stad                                 | Tranås kommun                                   |
| Trollhättans municipalsamhälle                                                 | Trollhättan                    | Älvsborgs län           | 26 augusti 1881 5 juni 1896 | 31 december 1915 |                | Trollhättans stad                           | Trollhättans kommun                             |
| Tumba municipalsamhälle                                                        | Botkyrka                       | Stockholms län          | 28 oktober 1904             | 31 december 1956 |                | Botkyrka landskommun                        | Botkyrka kommun                                 |
| Tyringe municipalsamhälle                                                      | Finja Västra Torup             | Kristianstads län       | 2 november 1928             | 31 december 1970 |                | Tyringe landskommun                         | Hässleholms kommun                              |
| Tångens municipalsamhälle                                                      | Kungshamn                      | Göteborgs och Bohus län | 14 september 1894           | 31 december 1959 |                | Södra Sotenäs landskommun                   | Sotenäs kommun                                  |
| Täby municipalsamhälle                                                         | Täby                           | Stockholms län          | 8 april 1927                | 31 december 1947 |                | Täby köping                                 | Täby kommun                                     |
| Töreboda municipalsamhälle                                                     | Björkäng                       | Skaraborgs län          | 9 november 1883             | 31 december 1908 |                | Töreboda köping                             | Töreboda kommun                                 |
| Ulebergshamns municipalsamhälle                                                | Tossene                        | Göteborgs och Bohus län | 29 oktober 1926             | 31 december 1959 |                | Tossene landskommun                         | Sotenäs kommun                                  |
| Vaggeryds municipalsamhälle                                                    | Byarum                         | Jönköpings län          | 28 juli 1911                | 31 december 1951 |                | Vaggeryds köping                            | Vaggeryds kommun                                |
| Valla municipalsamhälle                                                        | Sköldinge                      | Södermanlands län       | 17 juli 1914                | 31 december 1959 |                | Sköldinge landskommun                       | Katrineholms kommun                             |
| Vansbro municipalsamhälle                                                      | Järna                          | Kopparbergs län         | 21 april 1911               | 31 december 1960 |                | Järna landskommun                           | Vansbro kommun                                  |
| Vara municipalsamhälle                                                         | Vara                           | Skaraborgs län          | 26 oktober 1883             | 31 december 1893 |                | Vara köping                                 | Vara kommun                                     |
| Veberöds municipalsamhälle                                                     | Veberöd                        | Malmöhus län            | 13 juni 1919                | 31 december 1957 |                | Veberöds landskommun                        | Lunds kommun                                    |
| Vedums municipalsamhälle                                                       | Laske-Vedum                    | Skaraborgs län          | 4 december 1925             | 31 december 1959 |                | Vedums landskommun                          | Vara kommun                                     |
| Vellinge municipalsamhälle                                                     | Vellinge                       | Malmöhus län            | 2 oktober 1908              | 31 december 1954 |                | Vellinge landskommun                        | Vellinge kommun                                 |
| Vetlanda municipalsamhälle                                                     | Vetlanda                       | Jönköpings län          | 11 november 1887            | 31 december 1908 |                | Vetlanda köping                             | Vetlanda kommun                                 |
| Vikens municipalsamhälle                                                       | Viken                          | Malmöhus län            | 7 oktober 1921              | 31 december 1964 |                | Väsby landskommun                           | Höganäs kommun                                  |
| Vilans municipalsamhälle                                                       | Norra Åsum                     | Kristianstads län       | 4 november 1887             | 31 december 1940 |                | Kristianstads stad                          | Kristianstads kommun                            |
| Vilhelmina municipalsamhälle                                                   | Vilhelmina                     | Västerbottens län       | 23 mars 1917                | 31 december 1946 |                | Vilhelmina köping                           | Vilhelmina kommun                               |
| Vindelns municipalsamhälle                                                     | Degerfors                      | Västerbottens län       | 12 december 1924            | 31 december 1958 |                | Degerfors landskommun                       | Vindelns kommun                                 |
| Vingåkers municipalsamhälle                                                    | Västra Vingåker                | Södermanlands län       | 4 april 1903                | 31 december 1962 |                | Vingåkers landskommun                       | Vingåkers kommun                                |
| Vinslövs municipalsamhälle                                                     | Vinslöv                        | Kristianstads län       | 30 december 1898            | 31 december 1933 |                | Vinslövs köping                             | Hässleholms kommun                              |
| Virserums municipalsamhälle                                                    | Virserum                       | Kalmar län              | 9 februari 1917             | 31 december 1955 |                | Virserums köping                            | Hultsfreds kommun                               |
| Vislanda municipalsamhälle                                                     | Vislanda                       | Kronobergs län          | 13 mars 1914                | 31 december 1962 |                | Vislanda landskommun                        | Alvesta kommun                                  |
| Vitemölla municipalsamhälle                                                    | Vitaby                         | Kristianstads län       | 16 september 1887           | 31 december 1953 |                | Kiviks landskommun                          | Simrishamns kommun                              |
| Vivsta-Näs municipalsamhälle                                                   | Timrå                          | Västernorrlands län     | 23 maj 1935                 | 31 december 1946 |                | Timrå köping                                | Timrå kommun                                    |
| Vretstorps municipalsamhälle                                                   | Viby                           | Örebro län              | 20 april 1945               | 31 december 1955 |                | Viby landskommun                            | Hallsbergs kommun                               |
| Vrångö municipalsamhälle                                                       | Styrsö                         | Göteborgs och Bohus län | 3 september 1915            | 31 december 1959 |                | Styrsö landskommun                          | Göteborgs kommun                                |
| Vårgårda municipalsamhälle                                                     | Algutstorp Kullings-Skövde     | Älvsborgs län           | 24 november 1928            | 31 december 1963 |                | Vårgårda landskommun                        | Vårgårda kommun                                 |
| Väjerns municipalsamhälle                                                      | Askum                          | Göteborgs och Bohus län | 22 december 1905            | 31 december 1959 |                | Södra Sotenäs landskommun                   | Sotenäs kommun                                  |
| Vännäs municipalsamhälle                                                       | Vännäs                         | Västerbottens län       | 25 september 1896           | 31 december 1927 |                | Vännäs köping                               | Vännäs kommun                                   |
| Vännäsby municipalsamhälle                                                     | Vännäs                         | Västerbottens län       | 22 september 1939           | 31 december 1959 |                | Vännäs landskommun                          | Vännäs kommun                                   |
| Västanfors municipalsamhälle                                                   | Västanfors                     | Västmanlands län        | 25 november 1927            | 31 december 1943 |                | Fagersta stad                               | Fagersta kommun                                 |
| Västra Sallerups municipalsamhälle                                             | Västra Sallerup                | Malmöhus län            | 17 augusti 1894             | 31 december 1908 |                | Eslövs köping                               | Eslövs kommun                                   |
| Växjö Östregårds municipalsamhälle                                             | Växjö                          | Kronobergs län          | 12 december 1919            | 31 december 1939 |                | Växjö stad                                  | Växjö kommun                                    |
| Åhus municipalsamhälle                                                         | Åhus                           | Kristianstads län       | 11 juni 1887                | 31 december 1928 |                | Åhus köping                                 | Kristianstads kommun                            |
| Åkarps municipalsamhälle                                                       | Burlöv Tottarp                 | Malmöhus län            | 21 november 1913            | 31 december 1958 |                | Burlövs och Staffanstorps landskommuner     | Burlövs kommun                                  |
| Åmotfors municipalsamhälle                                                     | Eda                            | Värmlands län           | 18 november 1904            | 31 december 1961 |                | Eda landskommun                             | Eda kommun                                      |
| Ånäsets municipalsamhälle                                                      | Nysätra                        | Västerbottens län       | 14 november 1941            | 31 december 1957 |                | Nysätra landskommun                         | Robertsfors kommun                              |
| Årjängs municipalsamhälle                                                      | Silbodal                       | Värmlands län           | 17 oktober 1924             | 31 december 1940 |                | Årjängs köping                              | Årjängs kommun                                  |
| Åseda municipalsamhälle                                                        | Åseda                          | Kronobergs län          | 31 augusti 1910             | 31 december 1942 |                | Åseda köping                                | Uppvidinge kommun                               |
| Åsele municipalsamhälle                                                        | Åsele                          | Västerbottens län       | 5 juli 1901                 | 31 december 1958 |                | Åsele landskommun                           | Åsele kommun                                    |
| Åstols municipalsamhälle                                                       | Stenkyrka                      | Göteborgs och Bohus län | 29 januari 1886             | 31 december 1959 |                | Tjörns landskommun                          | Tjörns kommun                                   |
| Åstorps municipalsamhälle                                                      | Björnekulla                    | Kristianstads län       | 15 juli 1887                | 31 december 1945 |                | Åstorps köping                              | Åstorps kommun                                  |
| Åtvidabergs municipalsamhälle                                                  | Åtvid                          | Östergötlands län       | 30 maj 1902                 | 31 december 1946 |                | Åtvidabergs köping                          | Åtvidabergs kommun                              |
| Åviks municipalsamhälle                                                        | Idenor Hälsingtuna             | Gävleborgs län          | 23 november 1906            | 31 december 1910 |                | Hudiksvalls stad                            | Hudiksvalls kommun                              |
| Älmhults municipalsamhälle                                                     | Stenbrohult                    | Kronobergs län          | 6 februari 1885             | 31 december 1900 |                | Älmhults köping                             | Älmhults kommun                                 |
| Älvsborgs municipalsamhälle                                                    | Västra Frölunda                | Göteborgs och Bohus län | 1 januari 1922              | 31 december 1944 |                | Göteborgs stad                              | Göteborgs kommun                                |
| Älvsbyns municipalsamhälle                                                     | Älvsby                         | Norrbottens län         | 19 april 1933               | 31 december 1947 |                | Älvsbyns köping                             | Älvsbyns kommun                                 |
| Ödeshögs municipalsamhälle                                                     | Ödeshög                        | Östergötlands län       | 31 mars 1922                | 31 december 1956 |                | Ödeshögs landskommun                        | Ödeshögs kommun                                 |
| Önnestads municipalsamhälle                                                    | Önnestad                       | Kristianstads län       | 18 september 1931           | 31 december 1966 |                | Kristianstads stad                          | Kristianstads kommun                            |
| Örby municipalsamhälle                                                         | Brännkyrka                     | Stockholms län          | 1 januari 1904              | 31 december 1912 |                | Stockholms stad                             | Stockholms kommun                               |
| Örkelljunga municipalsamhälle                                                  | Örkelljunga                    | Kristianstads län       | 4 augusti 1911              | 31 december 1962 |                | Örkelljunga landskommun                     | Örkelljunga kommun                              |
| Östansjö municipalsamhälle                                                     | Viby                           | Örebro län              | 17 december 1943            | 31 december 1955 |                | Viby landskommun                            | Hallsbergs kommun                               |
| Östersidans municipalsamhälle                                                  | Skaftö                         | Göteborgs och Bohus län | 30 augusti 1912             | 31 december 1957 |                | Skaftö landskommun                          | Lysekils kommun                                 |